# Giuseppe Sinigaglia
Giuseppe Sinigaglia (Como, 28 de enero de 1884-San Vito al Torre, 10 de agosto de 1916) fue un deportista italiano que compitió en remo. Ganó ocho medallas en el Campeonato Europeo de Remo entre los años 1906 y 1913.

## Palmarés internacional
| Campeonato Europeo | Campeonato Europeo    | Campeonato Europeo | Campeonato Europeo |
| Año                | Lugar                 | Medalla            | Prueba             |
| ------------------ | --------------------- | ------------------ | ------------------ |
| 1906               | Pallanza (Italia)     | Medalla de plata   | Cuatro con timonel |
| 1907               | Estrasburgo (Francia) | Medalla de plata   | Dos con timonel    |
| 1911               | Como (Italia)         | Medalla de oro     | Scull individual   |
| 1911               | Como (Italia)         | Medalla de oro     | Doble scull        |
| 1912               | Ginebra (Suiza)       | Medalla de plata   | Scull individual   |
| 1912               | Ginebra (Suiza)       | Medalla de plata   | Ocho con timonel   |
| 1913               | Gante (Bélgica)       | Medalla de plata   | Doble scull        |
| 1913               | Gante (Bélgica)       | Medalla de bronce  | Ocho con timonel   |